# Ophiopsammus anchista
Ophiopsammus anchista är en ormstjärneart som först beskrevs av Hubert Lyman Clark 1911.  Ophiopsammus anchista ingår i släktet Ophiopsammus och familjen Ophiodermatidae. Inga underarter finns listade i Catalogue of Life.